# Ahmad ibn Arabschah
Ahmad ibn Arabschah, född 1392, död 1450, var en arabisk historiker.
Ibn Arabscha fördes av Timur Lenk från sin födelsestad Damaskus i fångenskap till Samarkand, varifrån han senare under flitiga studier över Astrachan och Krim begav sig till Adrianopel och trädde i sultan Mehmet I:s tjänst för att sedan slå sig ned i Damaskus och Kairo, sysselsatt med litterär verksamhet. Hans främsta arbete är en stor Timurbiografi, Adjā'ib al Makdūr (Ödets under).